# ويليام مونتجومري (سياسي نيوزلندي)
ويليام مونتجومري (بالإنجليزية: William Montgomery)‏ هو سياسي نيوزلندي، ولد في 1821 في لندن في المملكة المتحدة، وتوفي في 21 ديسمبر 1914 في نيوزيلندا. انتخب وزير التعليم ‏ وانتخب عضو مجلس النواب النيوزيلندي.